# Beisug (Primorsko-Ajtarsk, Krasnodar)
Beisug (del ruso: Бейсуг) es un posiólok del raión de Primorsko-Ajtarsk del krai de Krasnodar en el sur de Rusia. Está situado en la orilla occidental del limán Beisugski por el que desemboca el río Beisug, en el mar de Azov, 44 km al sureste de Primorsko-Ajtarsk y 102 km al norte de Krasnodar, la capital del krai. Tenía 94 habitantes en 2010.
Pertenece al municipio Olginskoye.